# Bürgermeisterei Eckamp
Die Bürgermeisterei Eckamp, zuletzt als Amt Eckamp bezeichnet, war bis 1930 eine Bürgermeisterei in den Kreisen Düsseldorf bzw. Düsseldorf-Mettmann der preußischen Rheinprovinz.

## Geschichte
Bei der im Jahr 1809 begonnenen Einführung von Verwaltungsstrukturen nach französischem Vorbild im Großherzogtum Berg wurde im Arrondissement Düsseldorf des Départements des Rheins auch die Mairie (Bürgermeisterei) Eckamp eingerichtet. Nachdem das Rheinland 1815 an Preußen gefallen war, bestand die Bürgermeisterei Eckamp im Kreis Düsseldorf fort. Sie umfasste die rund um die Stadt Ratingen gelegenen alten bergischen Honnschaften Bellscheidt, Bracht, Eckamp, Homberg, Hösel, Eggerscheidt und Rath. Seit der Einführung der Gemeindeordnung für die Rheinprovinz von 1845 bestand die Bürgermeisterei aus den fünf Landgemeinden Eckamp, Eggerscheidt, Homberg-Bracht-Bellscheidt, Hösel und Rath. Der Sitz der Bürgermeisterei befand sich an der heutigen Ecke Hauser Ring/Mülheimer Straße in Ratingen.
Die Gemeinde Rath schied 1899 aus der Bürgermeisterei Eckamp aus und wurde zu einer eigenen Bürgermeisterei erhoben. 1. April 1909 wurde Rath in die Stadt Düsseldorf eingemeindet.
Seit 1927 wurden die Bürgermeistereien der Rheinprovinz wie im übrigen Preußen als Ämter bezeichnet und seit dem 1. August 1929 gehörte das Amt Eckamp zum neuen Kreis Düsseldorf-Mettmann. Am 15. Mai 1930 wurde das Amt Eckamp aufgelöst. Die Gemeinde Eckamp wurde in die Stadt Ratingen eingemeindet, die Gemeinden Eggerscheidt sowie Hösel kamen zum neuen Amt Ratingen-Land und die Gemeinde Homberg-Bracht-Bellscheidt kam zum Amt Hubbelrath.

## Einwohnerentwicklung
| Jahr | Einwohner | Quelle |
| ---- | --------- | ------ |
| 1835 | 3762      | [ 1 ]  |
| 1864 | 4133      | [ 5 ]  |
| 1885 | 4717      | [ 6 ]  |
| 1895 | 6878      | [ 7 ]  |
| 1910 | 4415      | [ 8 ]  |

Die Bürgermeisterei wurde 1899 verkleinert.